# Agden, Cheshire East
Agden var en civil parish 1866–2023 när det uppgick i Little Bollington with Agden, i distriktet Cheshire East, i Storbritannien. Den ligger i grevskapet Cheshire och riksdelen England, i den centrala delen av landet, 260 km nordväst om huvudstaden London. Civil parish hade 146 invånare år 2001.